# Santiago Calatrava Valls

Santiago Calatrava Valls (Benimàmet, València, 1951) és un arquitecte, escultor, enginyer i dibuixant valencià. És membre de la Reial Acadèmia Catalana de Belles Arts de Sant Jordi des del 1992.

## Biografia
Naix a la pedania valenciana de Benimàmet el 28 de juliol de 1951, en el si d'una família de comerciants de taronges, cosa que li va permetre viatjar pel món en la seua etapa infantil i de joventut, sobretot pel mediterrani, cosa que li permeté conèixer algunes llengües.
Comença a estudiar a l'Escola de Belles Arts als 8 anys formant-se com a escultor i pintor. Amb 13 anys viatja a París (França) mitjançant un programa d'intercanvi d'estudiants i acabà els seus estudis als Escolapis de València. Posteriorment es matriculà a l'Escola Tècnica Superior d'Arquitectura de València de la Universitat Politècnica graduant-se com arquitecte i realitzant el postgrau d'urbanisme. El 1975 es traslladà a Zúric (Suïssa) per tal de continuar els seus estudis d'enginyeria civil, doctorant-se el 1979.
Actualment és reconegut com un dels arquitectes més importants a escala mundial, construint-se dissenys del seu estudi d'arquitectura a les principals ciutats del món com Venècia, Atenes, Buenos Aires, Zúric, Toronto, Lisboa, Lió o Lieja. A Espanya es pot contemplar la seua obra sobretot a la ciutat de València, però també a Bilbao, Sevilla, Madrid, Santa Cruz de Tenerife o Barcelona.
El novembre de 2017 es reuní amb el president del Kazakhstan, Nursultan Abixulí Nazarbàiev, per a parlar del projecte de construir un dom al bulevard Aigua Verda, a Astanà.

## Estil
Santiago Calatrava ha conreat un estil propi que fan dels seus dissenys obres d'art inconfusibles, amb un caràcter marcadament mediterrani on el color blanc és el predominant. La utilització del trencadís per al revestiment dels edificis, recorda l'obra d'Antoni Gaudí, tot i que el català utilitzava colors vius mentre que el valencià utilitza únicament el blanc.
L'arquitectura de Calatrava és principalment de grans estructures (estacions de tren, aeroports, auditoris, ponts, gratacels, etc.) on els seus dissenys mostren les estructures constructives (al contrari que molts arquitectes) basats en anatomies animals i humanes o altres elements naturals, integrant-se així en la tendència de l'arquitectura organicista.

## Obra

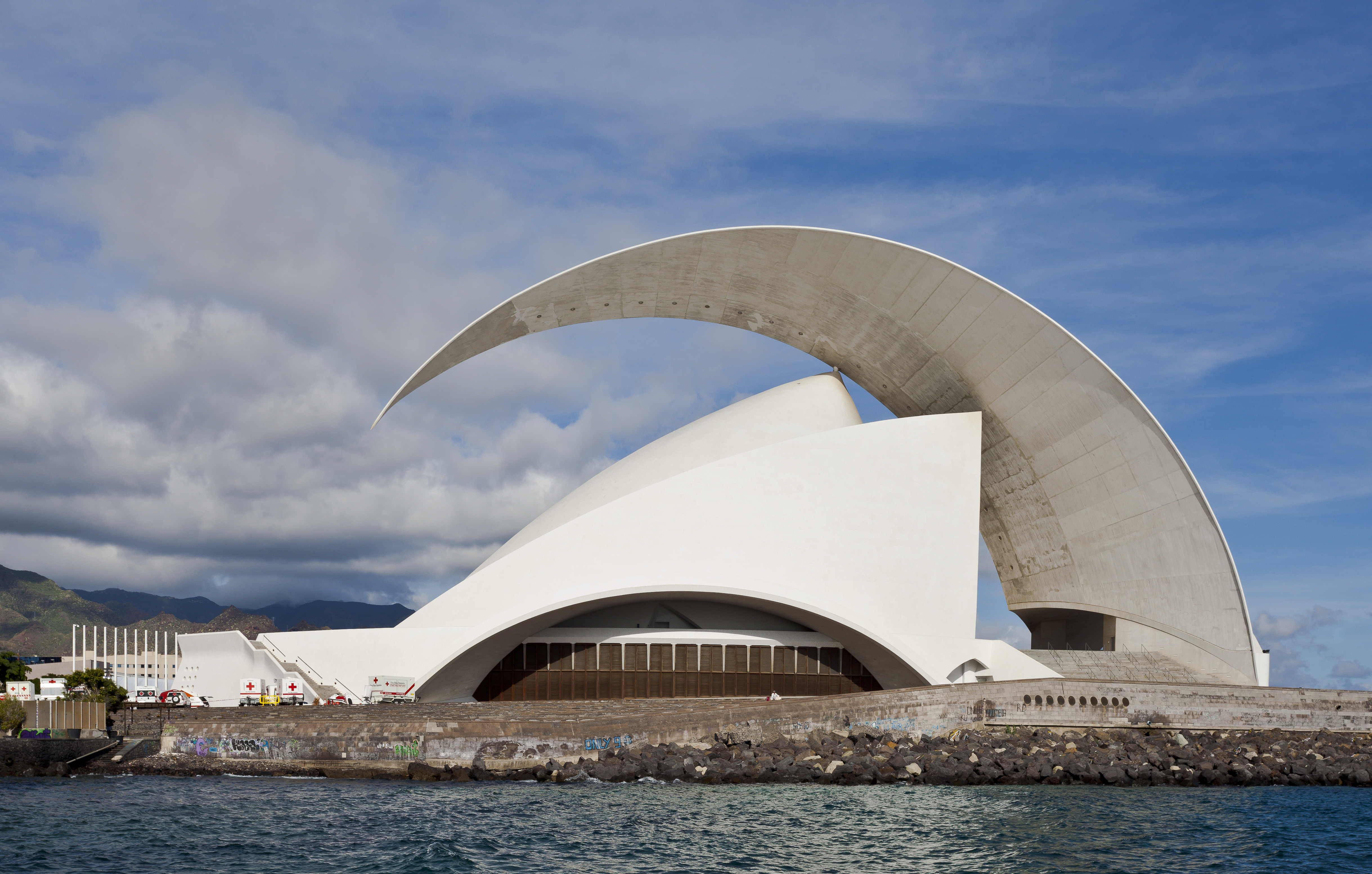
Auditori de Tenerife.

La primera obra adjudicada de certa importància fou construïda entre el 1984 i el 1990, es tracta de l'estació del ferrocarril de Stadelhofen prop de Zuric, on Santiago Calatrava establí la seua primera oficina. El Pont de Bac de Roda a Barcelona (1985-1987) començaria a donar-li certa ressonància internacional, i a aquest pont li seguirien el pont del Alamillo a Sevilla (1992), el del Nou d'Octubre de València (1995), el Zubizuri de Bilbao (1997) o el Pont de la Constitució de Venècia (2008).
El 1989 obri el seu segon despatx, a la ciutat de París mentre treballava en l'obra de l'estació de ferrocarril de l'aeroport de Lió. Dos anys més tard obriria a València per començar un dels més grans projectes de l'arquitecte, la Ciutat de les Arts i les Ciències que encara en l'actualitat no està finalitzat. El 1992 finalitzà a Barcelona la Torre Olímpica de Comunicacions, i entre algunes de les seues obres destaquen l'Aeroport de Bilbao, el Complex Olímpic d'Atenes o l'Auditori de Tenerife.
Posteriorment, Calatrava es va dedicar a la construcció de gratacels, com el Turning Torso, en Malmö (Suècia), així com la terminal de passatgers WTC Transportación Hub a l'espai que deixà després del col·lapse de les Torres Bessones durant els atemptats de l'11 de setembre de 2001 a Nova York.

## Premis i reconeixements
Santiago Calatrava ha estat reconegut amb diversos premis com el Princep d'Astúries de les Arts de 1999, el Nacional d'Arquitectura el 2005 i la Medalla d'Or de l'AIA (American Institute of Architects) també el 2005. El 1994 va rebre la Creu de Sant Jordi de la Generalitat de Catalunya i el 2005 l'Alta Distinció de la Generalitat Valenciana.

## Polèmica

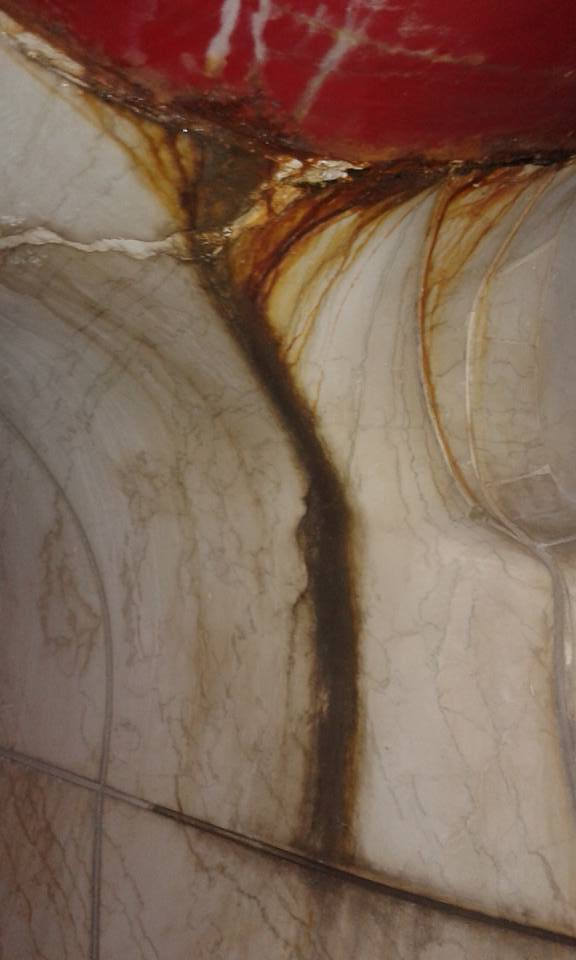
Pont de la Constitució a Venècia. A la imatge es pot comprovar una típica taca d'oxidació habitual en les obres de Calatrava.

No obstant els seus projectes han estat objecte de controvèrsia, tant en la seva connivència política amb el PP valencià, com per deficiències tècniques d'algunes de les seves obres.
Serà a partir del 2013 en que molts projectes començaren a ser objecte de crítica, sobre tot després de la publicació de l'article de Suzanne Daley en el periòdic The New York Times amb el títol "Santiago Calatrava collects critics as well as fans".

La majoria de les crítiques se centren en la Ciutat de les Arts i les Ciències de València, originalment pressupostat en 380 milions d'euros. El representant d'EUPV, Ignacio Blanco, va culpar Calatrava d'haver multiplicat quasi per tres vegades el pressupost incial. A més va culpar el govern del PPCV d'haver-li pagat més de 100 milions d'euros pel seu treball, tot i comptar amb desperfectes com la falta d'ascensors per a persones discapacitades, així com vora 150 seients en la sala de l'òpera en que la vista estava obstaculitzada. Serà en aquest moment quan es va popularitzar entre la societat valenciana l'expressió satírica i crítica "Calatrava te la clava", per la qual cosa l'arquitecte va dur als tribunals una denúncia per difamació, la qual va guanyar.

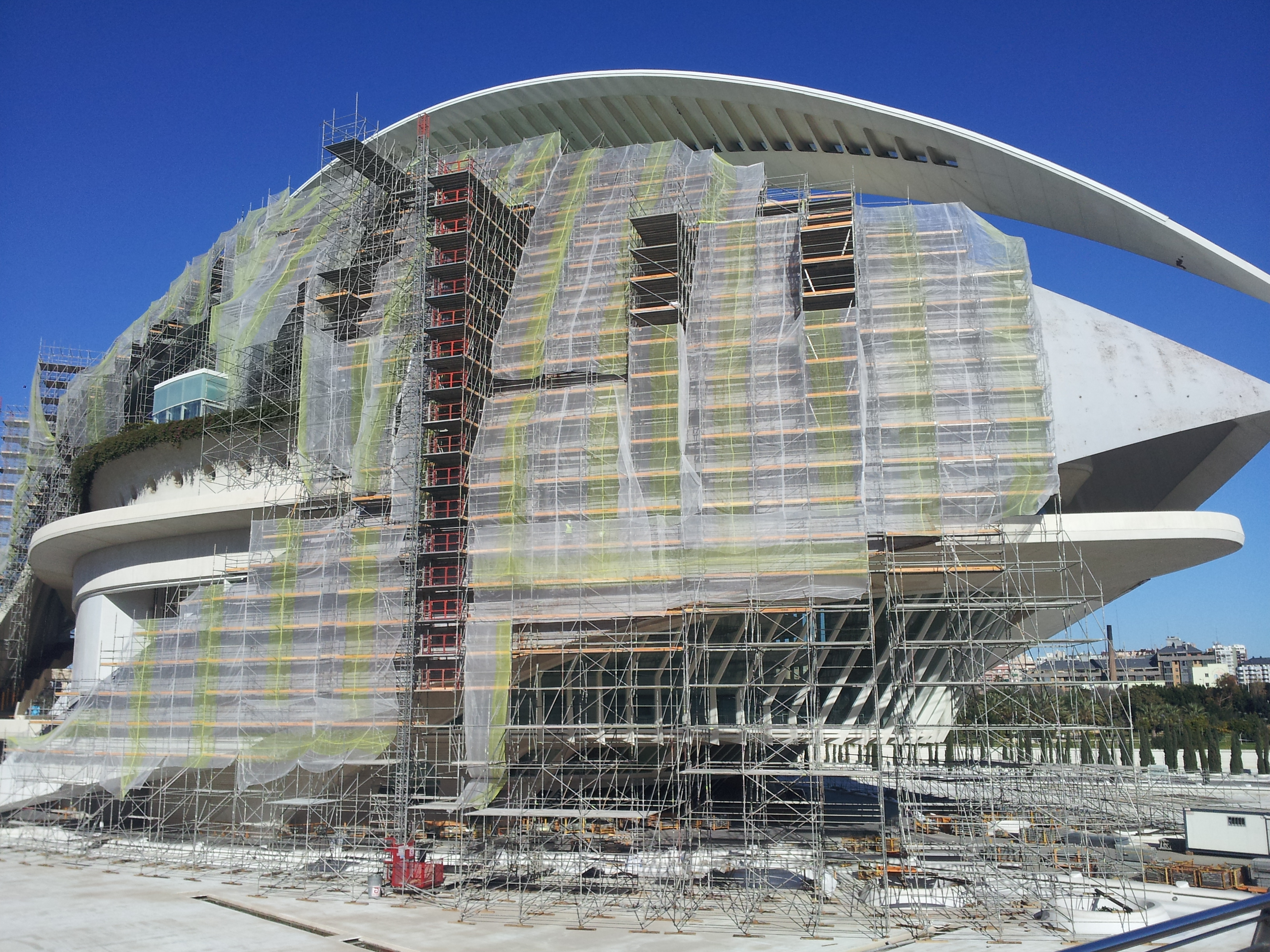
Palau de les Arts Reina Sofia el 2014.

La negligència de l'obra de Calatrava a València no va acabar amb aquesta qüestió, ja que encara al 2013 va caure part del trencadís que cobria el Palau de les Arts. Després d'aquest fet la Generalitat va voler denunciar l'arquitecte, tot i que la dificultat d'establir de qui era la culpa de la manca de manteniment de l'edifici va impossibilitar que el procés judicial anara endavant. Per aquest fet el Palau de les Arts va haver de romandre tancat uns mesos, mentre s'elaboraven les obres de restauració del trencadís.
En abril de 2013, Bodegas Ysios (Àlaba) va demandar a Calatrava a causa de goteres i humitats. El contenciós finalment es va resoldre de forma amistosa.
El 7 de febrer de 2014 és condemnat per l'Audiència Provincial d'Oviedo a pagar 2,96 milions d'euros a la promotora Jovellanos XXI per fallades detectades en l'execució de l'obra del Palau de Congressos d'Oviedo.
Molts dels problemes dels projectes de l'arquitecte valencià es deuen als seus dissenys inusuals, mala elecció dels materials o a la falta de tests de seguretat. D'aquesta manera l'elecció de vidre com a material per al sól dels ponts de Zubizuri (Bilbao) o el Ponte della Costituzione (Venècia) va fer que quan plou el terra rellisque. En Bilbao s'ha pres la decisió d'instal·lar una moqueta antideslliçant després d'un considerable nombre de caigudes que han provocat lesions i danys físics a la població. En el cas de Venècia s'ha optat per tancar el pas a la gent per la zona amb sól de cristal. Així i tot en aquest pont també han sorgit símptomes d'oxidació, per la qual cosa Calatrava fou condemnat a pagar el cost (78.000 €) de la reestructuració del pont.

## Cronologia

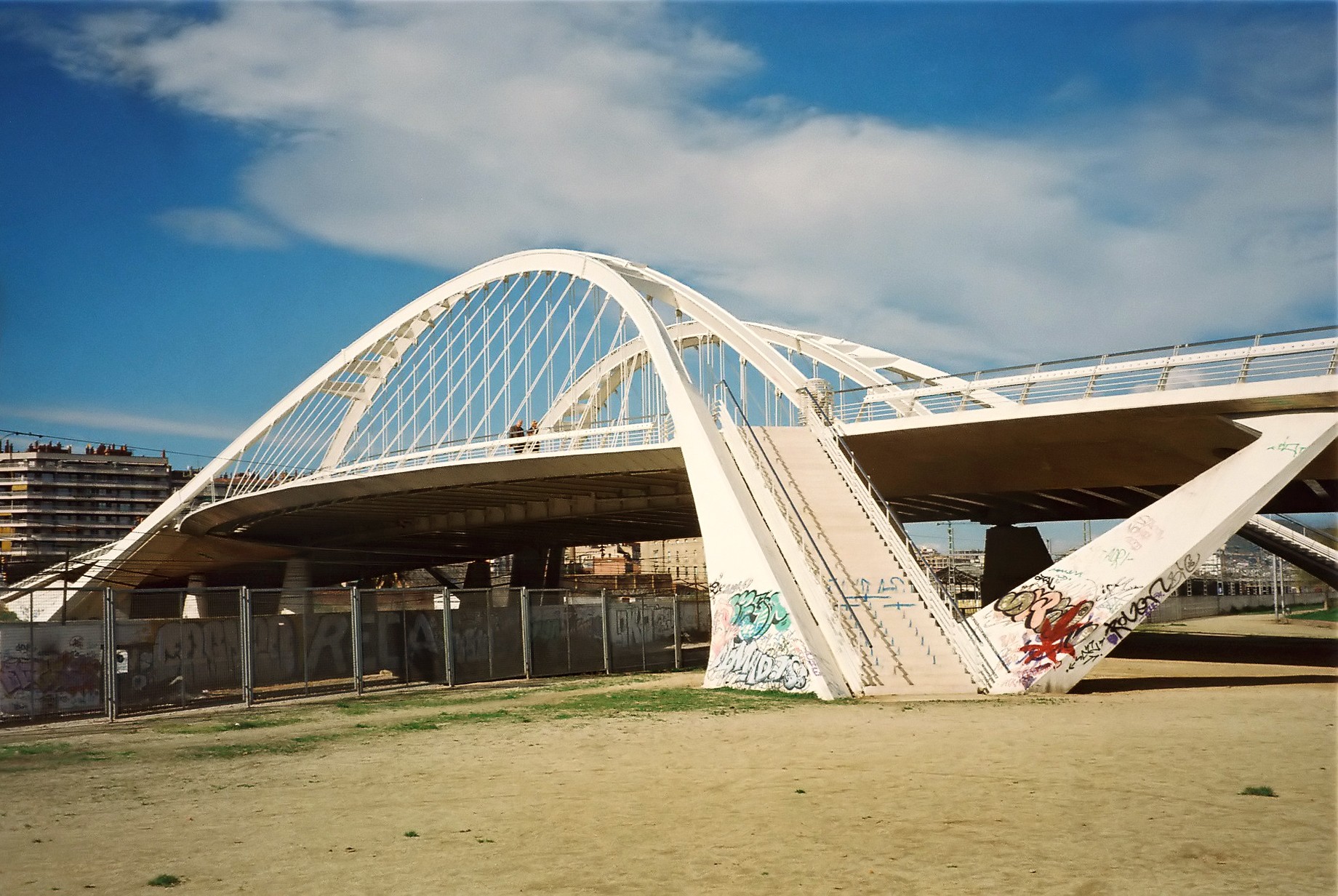
Pont de Bac de Roda a Barcelona

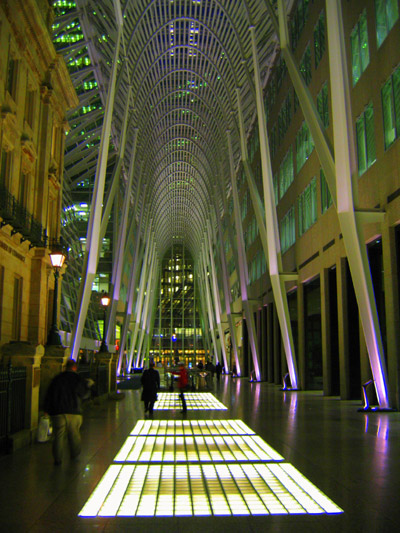
Brookfield Place de Toronto

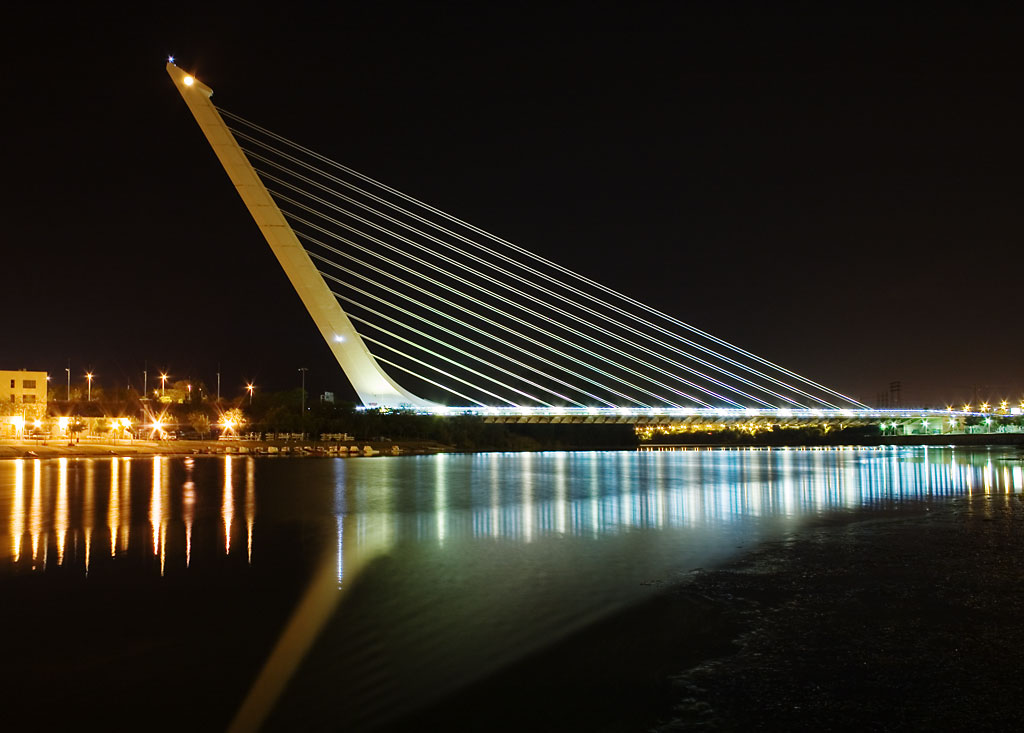
Pont de l'Alamillo a Sevilla

### 1980-1989
| Nom                 | Ubicació                 | Data |
| ------------------- | ------------------------ | ---- |
| Pont de Bac de Roda | Barcelona (Catalunya)    | 1987 |
| Pont d'Oudry-Mesly  | París (França)           | 1988 |
| Pont Nou d'Octubre  | València (País Valencià) | 1989 |
| Teatre Tabourettli  | Basilea (Suïssa)         | 1989 |

### 1990-1999
| Nom                                                           | Ubicació                                | Data |
| ------------------------------------------------------------- | --------------------------------------- | ---- |
| Estació de Stadelhofen                                        | Zúric (Suïssa)                          | 1990 |
| Puente Lusitania                                              | Mèrida (Extremadura)                    | 1991 |
| Pont de La Devesa                                             | Ripoll (Catalunya)                      | 1991 |
| Torre de Comunicacions de Montjuïc                            | Barcelona (Catalunya)                   | 1992 |
| Brookfield Place o BCE Place                                  | Toronto (Canadà)                        | 1992 |
| Puente del Alamillo (Pont de l'Alamillo)                      | Sevilla (Andalusia)                     | 1992 |
| Pavelló de Kuwait Expo'92                                     | Sevilla (Andalusia)                     | 1992 |
| Estació de Ferrocarril TGV de l'Aeroport de Lió Saint-Exupéry | Colombier-Saugnieu (França)             | 1994 |
| Pont d'Itxas Aurre                                            | Ondarroa (Euskadi)                      | 1994 |
| Llotja de Sant Jordi                                          | Alcoi (l'Alcoià)                        | 1995 |
| Pont de l'Exposició i Estació de l'Albereda                   | València (País Valencià)                | 1995 |
| Zubizuri (Pont Blanc)                                         | Bilbao (Euskadi)                        | 1995 |
| Trinity Bridge                                                | Manchester & Salford (UK)               | 1995 |
| Centre Internacional de Fires i Congressos de Tenerife        | Santa Cruz de Tenerife (Illes Canàries) | 1996 |
| Remodelació del Kronprinzenbrücke                             | Berlín (Alemanya)                       | 1996 |
| Ciutat de les Arts i les Ciències de València                 | València (País Valencià)                | 1998 |
| Estação do Oriente (Estació d'Orient)                         | Lisboa (Portugal)                       | 1998 |
| Pfalzkeller Emergency Service Centre                          | Sankt Gallen (Suïssa)                   | 1998 |
| Pont de Vistabella (Pasarela Jorge Manrique)                  | Múrcia (Regió de Múrcia)                | 1999 |
| Puente del Hospital                                           | Múrcia (Regió de Múrcia)                | 1999 |

### 2000-2009
| Nom                                                | Ubicació                                | Data |
| -------------------------------------------------- | --------------------------------------- | ---- |
| Aeroport de Bilbao                                 | Loiu (Euskadi)                          | 2000 |
| Pont d'Europa                                      | Orleans (França)                        | 2000 |
| Pavelló Quadracci del Museu d'Art de Milwaukee     | Milwaukee (Estats Units)                | 2001 |
| Cellers Ysios (Bodegas Ysios)                      | Laguardia (Àlaba)                       | 2001 |
| Puente de la Mujer                                 | Buenos Aires (Argentina)                | 2001 |
| Auditorio de Tenerife (Auditori de Tenerife)       | Santa Cruz de Tenerife (Illes Canàries) | 2003 |
| Pont de James Joyce                                | Dublín (Irlanda)                        | 2003 |
| Sundial Bridge                                     | Redding, Califòrnia (EUA)               | 2004 |
| Remodelació del Complex Olímpic d'Esports d'Atenes | Atenes (Grècia)                         | 2004 |
| Pont de Katehaki                                   | Atenes (Grècia)                         | 2004 |
| Ponts Arpa, Lira i Cither                          | Haarlemmermeer(Països Baixos)           | 2004 |
| Remodelació de la Universitat de Zúric             | Zúric (Suïssa)                          | 2004 |
| Turning Torso                                      | Malmö (Suècia)                          | 2005 |
| Pont per a vianants de Pétah Tikvà                 | Pétah Tikvà (Israel)                    | 2005 |
| Recinte de Fires i Mercats de Castelló             | Castelló de la Plana (La Plana Alta)    | 2008 |
| Ponte della Costituzione                           | Venècia (Itàlia)                        | 2008 |
| Pont de les cordes de Jerusalem                    | Jerusalem (Israel)                      | 2008 |
| Obelisco de la Caja                                | Plaça de Castella (Madrid)              | 2009 |
| Remodelació de l'Estació de Liège-Guillemins       | Lieja (Bèlgica)                         | 2009 |
| Samuel Beckett Bridge                              | Dublín (Irlanda)                        | 2009 |

### 2010-2019
| Nom                                                                      | Ubicació                | Data |
| ------------------------------------------------------------------------ | ----------------------- | ---- |
| Palau d'Exposicions i Congressos d'Oviedo                                | Oviedo (Astúries)       | 2011 |
| Margaret Hunt Hill Bridge                                                | Dallas, Texas (EUA)     | 2012 |
| Peace Bridge                                                             | Calgary (Canadà)        | 2012 |
| Estació ferroviària de Reggio Emilia AV                                  | Reggio Emilia (Itàlia)  | 2013 |
| Innovation, Science and Technology (IST). Florida Polytechnic University | Lakeland, Florida (EUA) | 2014 |
| Museu do Amanha (Museu del Demà)                                         | Rio de Janeiro (Brasil) | 2015 |
| World Trade Center Station                                               | Nova York (EUA)         | 2016 |
| Margaret McDermott Bridge                                                | Dallas, Texas (EUA)     | 2017 |
| Ponte San Francesco di Paola                                             | Cosenza (Itàlia)        | 2018 |